# Stefanus I van Beieren
Stefanus I (Landshut, 14 maart 1271 - aldaar, 10 december 1310) was de jongste zoon van hertog Hendrik XIII van Beieren en Elisabeth van Hongarije. Samen met zijn broers Otto en Lodewijk volgde hij in 1290 zijn vader op als hertog van Neder-Beieren. In 1290 werd hij ook tot aartsbisschop van Salzburg verkozen, maar de Curie weigerde deze verkiezing te bevestigen. Stefanus I was een heftig tegenstander van de Habsburgers en stierf in 1290 in een oorlog tegen Frederik van Oostenrijk.
Stefanus was in 1297 gehuwd met Judith van Schweidnitz (-1320), dochter van hertog Bolko I van Schweidnitz, en werd vader van:
- Agnes (1301-1316), non in klooster Seligenthal te Landshut
- Beatrix (1302-1360), in 1321 gehuwd met graaf Hendrik III van Gorizia (-1323)
- Hendrik XIV van Beieren (1305-1339)
- Elisabeth, gehuwd in 1325 met hertog Otto van Oostenrijk (1301-1339)
- Otto IV van Beieren (1307-1334).